# Fränkische Weinkönigin
Die Fränkische Weinkönigin ist die auf jeweils ein Jahr (bis 1963 auf zwei Jahre) gewählte Repräsentantin des deutschen Weinbaugebietes Franken im In- und Ausland. Sie hat noch während ihrer Amtszeit die Möglichkeit, bei der Wahl der Deutschen Weinkönigin zu kandidieren. Im Unterschied zu anderen Weinanbaugebieten wird die Weinkönigin in Franken im März gewählt.
In Würzburg ist die neue Fränkische Weinkönigin gewählt worden. Die 21-jährige Antonia Kraiß aus Nordheim (Lkr. Kitzingen) wird die Nachfolge von Lisa Lehritter antreten.

## Modalitäten
Die Kandidatinnen sollen mindestens 18 Jahre alt und unverheiratet sein sowie einen guten Leumund besitzen. Sie sollen aus einer Winzerfamilie stammen beziehungsweise eine entsprechende Berufsausbildung haben. Auch eine vorausgegangene einjährige Amtszeit als örtliche Weinprinzessin wird als Qualifikation akzeptiert. Die Fränkische Weinkönigin wird in der Regel von einer Jury gewählt. Bei der Wahl zur 57. Fränkischen Weinkönigin 2012 gab es nur eine Kandidatin, diese wurde ernannt.
Noch während ihrer Amtszeit, Franken stellt hier eine Besonderheit dar, nimmt die Fränkische Weinkönigin zusammen mit den Königinnen der übrigen zwölf deutschen Weinbaugebiete an der Wahl zur Deutschen Weinkönigin teil. Zuletzt wurde 2023 die Fränkische Weinkönigin, Eva Brockmann aus Haibach, zur 75. Deutschen Weinkönigin gewählt.

## Fränkische Weinköniginnen
- 1950/1951 Tilly Lurz, Randersacker
- 1951–1953 Marianne Spenkuch, Wiesenbronn
- 1953–1955 Doris Bausenwein, Iphofen
- 1955–1957 Hedwig Raps, Volkach
- 1957 Karoline Baumgärtner, Rödelsee (Deutsche Weinkönigin 1957/1958)
- 1957–1959 Rosemarie Stolzenberger, Klingenberg am Main (Deutsche Weinkönigin 1958/1959)
- 1959–1961 Maria Brombierstäudl, Iphofen
- 1961–1963 Irene Krauss, Obereisenheim
- 1963/1964 Marita Bäuerlein, Volkach (Deutsche Weinkönigin 1964/1965)
- 1964/1965 Barbara Pfaff, Volkach
- 1965/1966 Christa Karl, Volkach
- 1966/1967 Christa Navratil,[3] Nordheim am Main
- 1967/1968 Brigitte Fleder, Veitshöchheim (Deutsche Weinkönigin 1968/1969)
- 1968/1969 Christl (Christine) Sauer, seit 31. Oktober 1968 – vorher Weinprinzessin seit November 1967, Escherndorf
- 1969/1970 Christa Horn, Iphofen
- 1970/1971 Heide-Marie Greiner-Römmert, Volkach
- 1971/1972 Marlene Schäffer, Thüngersheim
- 1972/1973 Christl Finger, Randersacker
- 1973/1974 Renate Loichinger, Großheubach
- 1974/1975 Gertraud Dürr, Obereisenheim
- 1975/1976 Carmen Stumpf, Frickenhausen am Main
- 1976/1977 Irmtraud Zimmermann, Retzstadt
- 1977/1978 Monika Lindner, Escherndorf
- 1978/1979 Helga Krämer, Obereisenheim
- 1979/1980 Barbara Schiebel, Untereisenheim
- 1980/1981 Irmgard Gündert, Sommerach
- 1981/1982 Anita Krämer-Gerhard, Astheim (Deutsche Weinprinzessin 1981/1982)
- 1982/1983 Karin Molitor-Hartmann, Sommerach (Deutsche Weinkönigin 1982/1983)
- 1983/1984 Andrea Wägerle, Obereisenheim
- 1984/1985 Irene Säger, Zeilitzheim
- 1985/1986 Monika Kirch, Nordheim am Main
- 1986/1987 Christl Büttner, Thüngersheim
- 1987/1988 Petra Christ, Nordheim am Main
- 1988/1989 Doris Paul, Wiesenbronn
- 1989/1990 Renate Schäfer, Astheim (Deutsche Weinkönigin 1989/1990)
- 1990/1991 Karin Rickel, Großlangheim
- 1991/1992 Heidrun Kaufmann, Erlenbach bei Marktheidenfeld
- 1992/1993 Andrea Schröder geb. Hütten, Randersacker
- 1993/1994 Victoria Hessdörfer, Retzbach
- 1994/1995 Tanja Elflein, Obereisenheim (Deutsche Weinprinzessin 1994/1995)
- 1995/1996 Daniela Soth, Erlenbach bei Marktheidenfeld
- 1996/1997 Claudia Schmachtenberger, Eibelstadt
- 1997/1998 Martina Riedel, Ipsheim
- 1998/1999 Michaela Heusinger, Sommerach (Deutsche Weinprinzessin 1998/1999)
- 1999/2000 Sandra Sauer, Escherndorf
- 2000/2001 Silvia Gaul, Stetten
- 2001/2002 Iris Stumpf, Erlenbach bei Marktheidenfeld
- 2002/2003 Julia Stühler, Untereisenheim
- 2003/2004 Nicole Then, Sommerach (Deutsche Weinkönigin 2003/2004)
- 2004/2005 Lisa Schmitt, Großlangheim
- 2005/2006 Eva Steindorf, Escherndorf
- 2006/2007 Jennifer Herbert, Zeilitzheim
- 2007/2008 Eva Barthelme, Gaibach
- 2008/2009 Marlies Dumbsky, Volkach (Deutsche Weinkönigin 2008/2009)
- 2009/2010 Anna Saum, Großlangheim
- 2010/2011 Melanie Unsleber, Ramsthal (Deutsche Weinprinzessin 2010/2011)
- 2011/2012 Sabine Ziegler, Güntersleben
- 2012/2013 Melanie Dietrich, Fahr
- 2013/2014 Marion Wunderlich, Tauberrettersheim
- 2014/2015 Christin Ungemach, Nordheim am Main
- 2015/2016 Kristin Langmann, Bullenheim
- 2016/2017 Christina Schneider, Nordheim am Main (Deutsche Weinprinzessin 2016/2017)
- 2017/2018 Silena Werner, Stammheim
- 2018/2019 Klara Zehnder, Randersacker (Deutsche Weinprinzessin 2018/2019)
- 2019–2022 Carolin Meyer, Greuth (pandemiebedingt fielen die Wahlen 2020 und 2021 aus)
- 2022–2024 Eva Brockmann, Großwallstadt (Deutsche Weinkönigin 2023/2024)
- 2024/2025 Lisa Lehritter, Frickenhausen am Main
- 2025/2026 Antonia Kraiß, Nordheim am Main

## Häufigkeit der Wahl nach Weinorten
| Königin aus dem Weinort       | Wahljahr                           | Anzahl |
| ----------------------------- | ---------------------------------- | ------ |
| Astheim (Volkach)             | 1981, 1989                         | 2      |
| Bullenheim (Ippesheim)        | 2015                               | 1      |
| Eibelstadt                    | 1996                               | 1      |
| Erlenbach bei Marktheidenfeld | 1991, 1995, 2001                   | 3      |
| Escherndorf (Volkach)         | 1968, 1977, 1999, 2005             | 4      |
| Fahr (Volkach)                | 2012                               | 1      |
| Frickenhausen am Main         | 1975, 2024                         | 2      |
| Gaibach (Volkach)             | 2007                               | 1      |
| Greuth (Castell)              | 2019                               | 1      |
| Großheubach                   | 1973                               | 1      |
| Großlangheim                  | 1990, 2004, 2009                   | 3      |
| Großwallstadt                 | 2022                               | 1      |
| Güntersleben                  | 2011                               | 1      |
| Iphofen                       | 1953, 1959, 1969                   | 3      |
| Ipsheim                       | 1997                               | 1      |
| Klingenberg am Main           | 1957                               | 1      |
| Nordheim am Main              | 1966, 1985, 1987, 2014, 2016, 2025 | 6      |
| Obereisenheim                 | 1961, 1974, 1978, 1983, 1994       | 5      |
| Ramsthal                      | 2010                               | 1      |
| Randersacker                  | 1950, 1972, 1992, 2018             | 4      |
| Retzbach (Zellingen)          | 1993                               | 1      |
| Retzstadt                     | 1976                               | 1      |
| Rödelsee                      | 1957                               | 1      |
| Sommerach                     | 1980, 1982, 1998, 2003             | 4      |
| Stammheim (Kolitzheim)        | 2017                               | 1      |
| Stetten (Karlstadt)           | 2000                               | 1      |
| Tauberrettersheim             | 2013                               | 1      |
| Thüngersheim                  | 1971, 1986                         | 2      |
| Untereisenheim                | 1979, 2002                         | 2      |
| Veitshöchheim                 | 1967                               | 1      |
| Volkach                       | 1955, 1963, 1964, 1965, 1970, 2008 | 6      |
| Wiesenbronn                   | 1951, 1988                         | 2      |
| Zeilitzheim (Kolitzheim)      | 1984, 2006                         | 2      |